# Weight of the World
"Weight of the World" (em português:  Peso do Mundo) é uma canção da banda americana de rock Evanescence, escrita por Amy Lee e Terry Balsamo para o segundo álbum do grupo, The Open Door (lançado em 25 de setembro de 2006), sendo a terceira faixa do álbum. A canção possui elementos dos estilos metal gótico e stoner metal com atmosferas sinfônicas e guitarras lentas e pesadas. Foi lançada como single promocional apenas na Colômbia em outubro de 2007. Lee disse que a canção reflete a pressão que sente quando seus fãs querem que ela responda as questões sobre suas experiências profissionais.

## Autoria
"Weight of the World" foi escrita por Amy Lee e Terry Balsamo enquanto sua produção foi feita por Dave Fortman.
 Foi gravada no estúdio Record Plant, Los Angeles, mixada por Dave Fortman na Ocean Way Studios, também em Los Angeles, e masterizada por Ted Jensen no Sterling Sound, New York.

## O Single
Foi lançado apenas na Colombia, sem videoclipe.
Chegou ao 1º lugar na Venezuela, onde oficialmente não foi lançado.

## Charts
| Chart (2012)                                 | Pico Posição |
| -------------------------------------------- | ------------ |
| Germany Urban Chart (Media Control AG)       | 12           |
| Países Baixos (Urban Top 100 Chart)          | 12           |
| Estados Unidos (Billboard R&B/Hip-Hop Songs) | 55           |

## Recepção
Ao avaliar The Open Door , Ed Thompson do IGN colocou "Weight of the World" em sua "lista dfinitiva de download", juntamente com "Call Me When You're Sober", "Sweet Sacrifice" e "Lacrymosa".  Richard Harrington, do The Washington Post também escreveu uma crítica bastante positiva.
 Simon Cosyn do The Sun afirmou que títulos como "Weight of the World", entre outros, mostram que  The Open Door  "não é um mar de rosas".

## Performances ao vivo

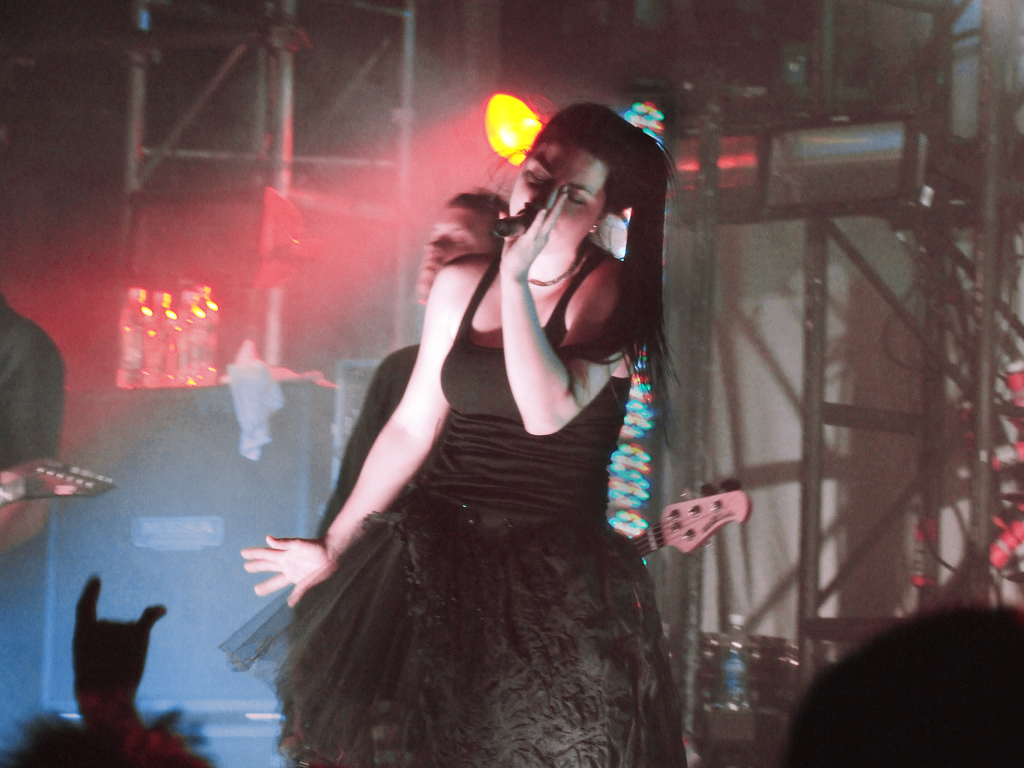
Evanescence cantando a música em outubro de 2006.

"Weight of the World" foi adicionado à set-list de The Open Door (2006–07).
 Algumas de suas apresentações incluem o show em Hammerstein Ballroom, em New York em outubro de 2006,
e o show em Donuts Dunkin, em Providence, Rhode Island, em 4 de Abril, 2007.
A música também foi tocada ao vivo em show realizado em Nova York no dia 04 de novembro de 2009.
A canção foi posteriormente adicionada à set-list do álbum Evanescence (2011–12).
 Apresentações desta turnê incluem o show no War Memorial Auditorium em Nashville, Tennessee, no dia 17 de agosto de 2011, e o concerto em Porto Alegre, Brasil, no dia 4 de Outubro de  2012.